# Église Santa Maria della Fava
L'église Santa Maria della Fava ou della Consolazione (Sainte-Marie de la Fève ou de la Consolation) est une église catholique dans le sestiere de Castello à Venise (contrada de San Lio), en Italie.

## Localisation
L'église est située dans le sestiere de Castello.

## Historique
L'église Sainte-Marie de la Consolation a été érigée en 1480 près du pont de la Fava, pour abriter l'icône miraculeuse de la Vierge appartenant à la famille Dolce.
Elle fut d'abord confiée au clergé séculier, puis aux pères de l'oratoire du Saint Philippe Néri, par décret du Sénat du 10 juin 1662, confirmés par le pape Clément X le 21 novembre 1674.
En 1701 a commencé la construction d'une nouvelle église beaucoup plus grande, achevée dix ans plus tard et consacrée en 1753 par le Patriarche Alvise Foscari. 
Dans la même période, la petite maison des pères a été transformé en un confortable couvent.
La communauté, maintenue en vie par le décret du 28 juillet 1806, fut supprimée par le décret Royal du 25 avril 1810, mais a été rétablie en 1821.

## Description

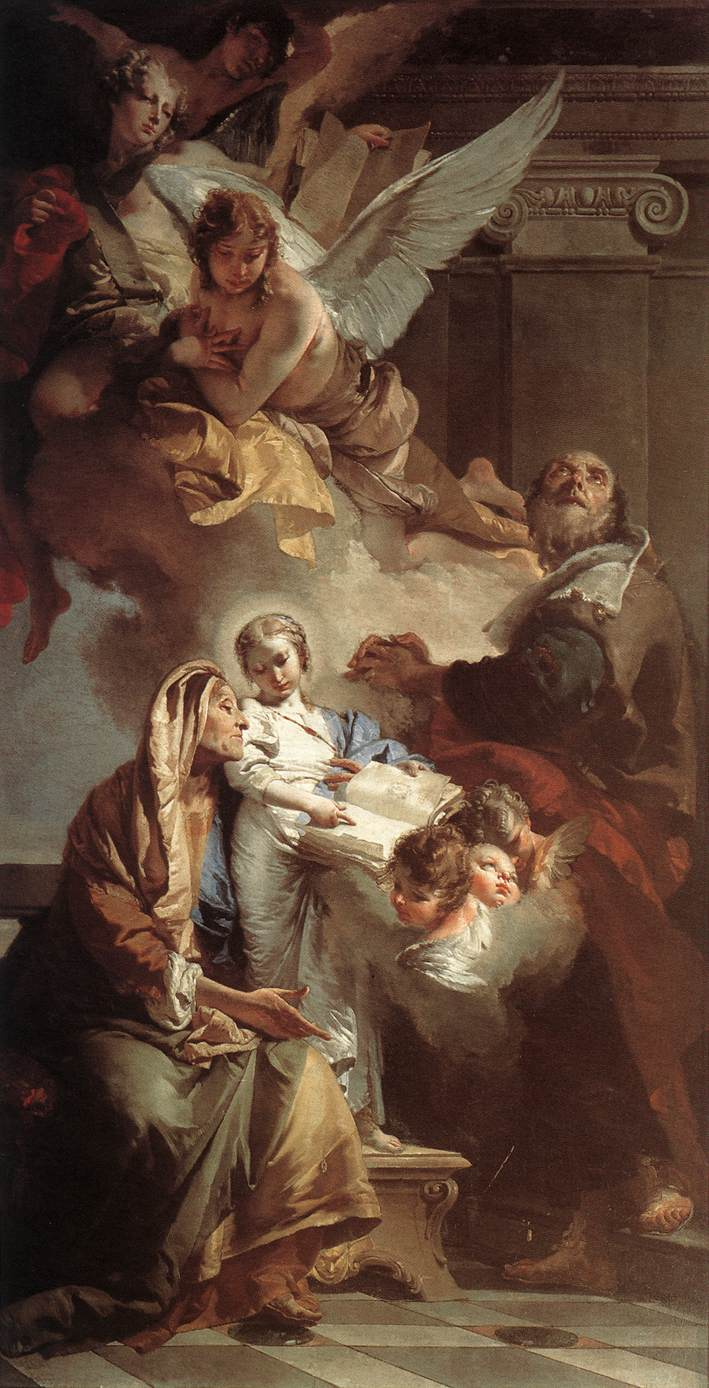
L'Éducation de la Vierge
Giambattista Tiepolo, vers 1732

L'église abrite une peinture de Giambattista Tiepolo Sainte Anne, la Vierge et saint Joachim dite L'Éducation de la Vierge qui date environ de 1732 dont une esquisse est conservée au Louvre.